# Église Saint-Jean-l'Évangéliste d'Indianapolis
Pour les articles homonymes, voir église Saint-Jean-l'Évangéliste.
L'église Saint-Jean-l'Évangéliste (St. John the Evangelist Church) est une église catholique d'Indianapolis dans l'Indiana. Cette église paroissiale dépendant de l'archidiocèse d'Indianapolis est inscrite au Registre national des lieux historiques.

## Historique

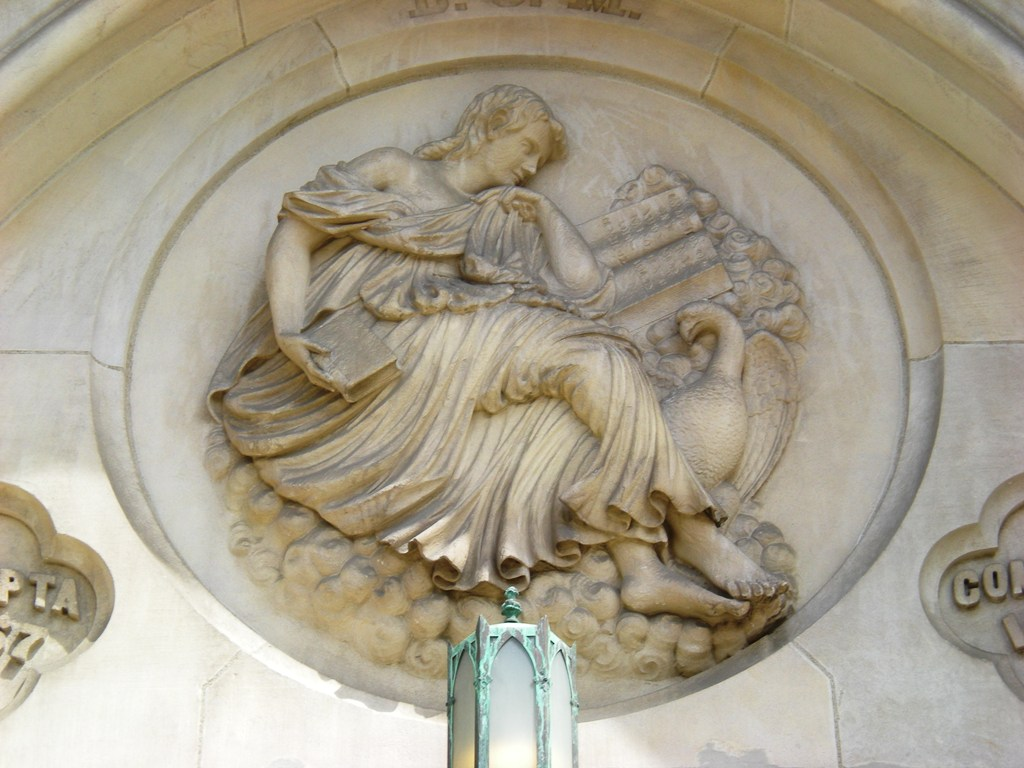
Bas-relief de saint Jean (1871 Joseph Quarmby)

Cette paroisse est la paroisse la plus ancienne de la ville, puisqu'elle date de 1846. L'église actuelle, la seconde, date de 1867. Elle a été construite en  style néogothique par Dietrich Bohlen de 1863 à 1867 et sous l'initiative de Auguste Bessonies, un prêtre catholique franco-américain. Les deux flèches jumelles datant de 1893 sont l'œuvre de son fils, Oscar Bohlen.
Lorsque le diocèse de Vincennes transfère son siège (qui se trouvait à Saint-François-Xavier) en 1898 à Indianapolis, l'église Saint-Jean est choisie pour servir de proto-cathédrale, en attendant la construction de la nouvelle cathédrale d'Indianapolis, prête en 1907. Elle servait en fait déjà de prot-cathédrale depuis 1871, à cause de la croissance extrêmement rapide d'Indianapolis par rapport à celle de Vincennes. Léon XIII approuve officiellement le changement de résidence de l'évêque, le 28 mars 1898.
Les locaux paroissiaux continuent à abriter la chancellerie diocésaine, jusqu'en 1968 et le tribunal métropolitain, jusqu'en 1982. L'ancien curé de la paroisse de 2008-2009, Paul Etienne, a été consacré évêque du diocèse de Cheyenne en 2009.
L'église est réputée pour son orgue de la maison Goulding & Wood datant de 1989.

## Source
- (en) Cet article est partiellement ou en totalité issu de l’article de Wikipédia en anglais intitulé « St. John the Evangelist Catholic Church (Indianapolis, Indiana) » (voir la liste des auteurs).